# KC–46 Pegasus
A KC–46 Pegasus légi utántöltő repülőgép, melyet az Amerikai Egyesült Államokban fejlesztett ki Boeing a 2000-es években, a Boeing 767 utasszállító repülőgép átalakításával, a KC–135 Stratotanker flotta leváltására. A repülőgéptípus a már más országokban – 2003 óta – hadrendbe állított KC–767-ból lett kifejlesztve az amerikai KC–X program keretében, az USAF igényeihez igazítva. Előtérbe az európai fejlesztésű versenytársa, az Airbus A330 MRTT-n alapuló KC–45 körül kialakuló problémák után került. Az első tizennyolc repülőgép a harci készültségi szintet 2019-ben fogja elérni az eredetileg tervezett 2017 augusztusi üzemátvétel helyett.

## Fordítás
- Ez a szócikk részben vagy egészben  a   Boeing KC-46 Pegasus című angol Wikipédia-szócikk ezen változatának fordításán alapul.  Az eredeti cikk szerkesztőit annak laptörténete sorolja fel. Ez a jelzés csupán a megfogalmazás eredetét és a szerzői jogokat jelzi, nem szolgál a cikkben szereplő információk forrásmegjelöléseként.